# Eduardo Lagos Herrera
Eduardo Lagos Herrera (Santiago, 17 de enero de 1967) es un Abogado y político chileno(Fue desaforado por la justicia como diputado) Entre 2002 y 2006 fue diputado por el distrito 57.

## Familia y estudios
Efectuó sus estudios primarios en la Escuela Palestina de Santiago; los secundarios en el Instituto Nacional y la Escuela Pedro Aguirre Cerda de Santiago. Luego ingresó a la Universidad Complutense de Madrid, España, donde obtuvo el título de economista y posteriormente el de máster en Administración Pública del Instituto Ortega y Gasset de la misma Universidad.
Luego de dedicarse por más de 20 años a la política y desarrollar una larga carrera en el ámbito de la administración pública, el año 2004 ingresa a estudiar Derecho a la Universidad UNIACC, institución en la que obtiene el título de Abogado.
Actualmente posee además un Diplomado en Derecho Penal y es candidato al grado académico de Magíster en Derecho Penal, ambos en la Universidad de Talca.
Es soltero y tiene dos hijas.

## Carrera política
A los 17 años ingresó a la Juventud Radical, de la cual fue vicepresidente nacional en 1990. Al año siguiente asumió como encargado de las relaciones internacionales de dicha colectividad, rol en el que participó en encuentros de la Unión Internacional de Juventudes Socialistas. Durante 1992 fue encargado de la campaña presidencial de Eduardo Frei Ruiz-Tagle.
En 1994 se desempeñó como asesor del subsecretario de Previsión Social, Patricio Tombolini. Entre 1994 y 1998 fue agregado civil económico en la Embajada de Chile en España. Desde octubre de 1998 a marzo de 2000, fue jefe de Gabinete del intendente de la Región Metropolitana, Ernesto Velasco. Paralelamente fue coordinador en la Región Metropolitana del comando de Ricardo Lagos Escobar para las elecciones primarias de la Concertación, representando al Partido Radical Socialdemócrata (PRSD). Desde 2000 se desempeñó como dirigente nacional de su partido, en el cargo de secretario nacional electoral y miembro del Comité Ejecutivo Nacional del partido.
En diciembre de 2001 fue elegido diputado, en representación del PRSD, por el distrito N.º 57, correspondiente a las comunas de Puerto Montt, Cochamó, Calbuco y Maullín, para el período 2002 a 2006. Integró la Comisión Permanente de Hacienda y la de Derechos Humanos, Nacionalidad y Ciudadanía. Fue miembro de la Comisión Especial de Cuerpos de Bomberos de Chile.

## Controversias
Fue desaforado el 9 de julio de 2003, por el delito de uso indebido de instrumento público(Falsificacion de su licenciande enseñanza media, la cual no tenía) y además por una acusación de cohecho en el marco del «Caso Coimas». La denuncia fue presentada en enero de 2002 por el abogado Marcos Velásquez,(esposo de la contrincante política de la UDI, a quien este había vencido en las eleciones a diputado)en Puerto Montt, quien acusó al diputado de «falsificación ideológica» de su licencia de Enseñanza Media lo cual fue comprobado y sentenciado por la justicia.
Lagos fue condenado por el juez Carlos Aránguiz a 50 días de cárcel remitida por el cargo de intento de cohecho, sin embargo fue absuelto por la Corte de Apelaciones de Rancagua.
Perdió el cargo de diputado por no tener cuarto medio. Desde 2004 a 2012 estuvo estudiando derecho en la UNIACC. Hoy inexplicablemente ejerce como penalista.

## Historia electoral

### Elecciones parlamentarias de 2001
- Elecciones parlamentarias de 2001 a Diputado por el distrito 57 (Calbuco, Cochamó, Maullín y Puerto Montt)[2]

| Candidato                 | Pacto                          | Partido | Votos  | %     | Resultado |
| ------------------------- | ------------------------------ | ------- | ------ | ----- | --------- |
| Eduardo Lagos Herrera     | Concertación por la Democracia | PR      | 20 565 | 27,37 | Diputado  |
| Carlos Kuschel Silva      | Alianza por Chile              | RN      | 19 004 | 25,29 | Diputado  |
| Marisol Turres Figueroa   | Alianza por Chile              | UDI     | 17 594 | 23,42 |           |
| Sergio Elgueta Barrientos | Concertación por la Democracia | DC      | 14 545 | 19,36 |           |
| María Alvarado Barría     | Partido Comunista de Chile     | PC      | 2112   | 2,81  |           |
| Guido Ojeda Bertin        | Partido Comunista de Chile     | ILC     | 1312   | 1,75  |           |